# Альберта (растение)
Альбе́рта (лат. Alberta) — небольшой род цветковых растений семейства Мареновые.
Два вида произрастают на Мадагаскаре, один вид — на материке, в тёплых и влажных районах Южной Африки.

## Название
Род назван в честь Альберта Великого (Альберта фон Больштедта, ок. 1193—1280), немецкого философа и теолога, автора трактатов о минералах, растениях и животных.

## Биологическое описание

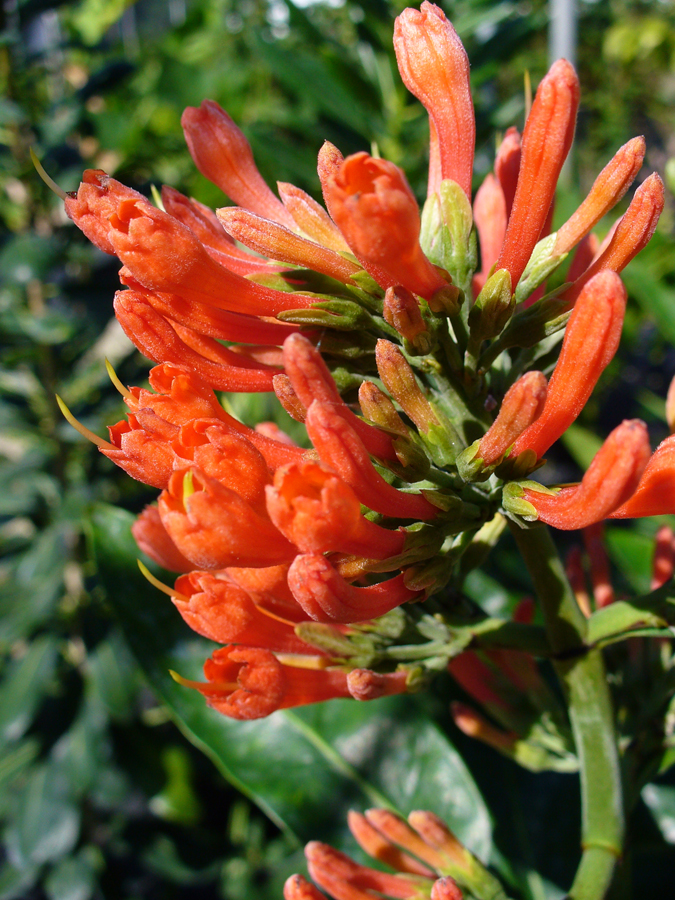
Alberta magna, цветки крупным планом

Представители рода — вечнозелёные деревья с листьями, похожими на листья другого растения семейства Мареновые — гардении (Gardenia). Цветки трубчатые, декоративные.

## Использование
Как садовое растение выращивают вид Альберта большая (Alberta magna). Хотя в природе это достаточно высокие деревья, в садах растения обычно развиваются как кустарники высотой не более 3 м. При выращивании следует учитывать, что морозостойкость растений очень низкая.

## Виды
Род содержит три вида.
- Alberta magna E.Mey., 1838 — Альберта большая. Вид из Южной Африки, в природе достигает высоты 9 м[3]. Местное общеупотребительное название — Natal flame bush(«натальский огненный куст»).
- Alberta isosepala Baker, 1882 — Альберта равночашелистиковая
- Alberta laurifolia Baker, 1880 — Альберта лавролистная

Несколько видов, которые ранее также относили к роду Альберта, в 2009 году были выделены в отдельный род Razafimandimbisonia Kainul. & B.Bremer, 2009, при этом в качестве типового вида рода была выбрана Alberta minor Baill., 1879:
- Alberta humblotii Drake, 1897 = Razafimandimbisonia humblotii (Drake) Kainul. & B.Bremer, 2009[5]
- Alberta minor Baill., 1879 (Альберта малая) = Razafimandimbisonia minor (Baill.) Kainul. & B.Bremer, 2009[6]
- Alberta orientalis Homolle & Cavaco, 1965 (Альберта восточная) = Razafimandimbisonia orientalis (Homolle & Cavaco) Kainul. & B.Bremer, 2009[7]
- Alberta regalis Puff & Robbr., 1984 (Альберта царская) = Razafimandimbisonia regalis (Puff & Robbr.) Kainul. & B.Bremer, 2009[8]
- Alberta sambiranensis Homolle & Cavaco, 1965 = Razafimandimbisonia sambiranensis (Homolle & Cavaco) Kainul. & B.Bremer, 2009[9]

Название Alberta loranthoides (Hook.f.) Cavaco, 1965 согласно современным представление является синонимом правильного названия Nematostylis anthophylla (A.Rich. ex DC.) Baill., 1880